# Wadesboro
Wadesboro è una località degli Stati Uniti d'America, capoluogo della contea di Anson, nello Stato della Carolina del Nord.